# HD 4585
HD 4585，又名BD-18 127，SAO 147451、HR 218，是一颗恒星，视星等为5.7，位于銀經117.34，銀緯-80.89，其B1900.0坐标为赤經0h 42m 44.3s，赤緯-18° -80.89′ 30″。